# 胡芦巴
胡芦巴（学名：Trigonella foenum-graecum），又称云香草、香草、苦草、苦豆、苦朵菜、香苜蓿或香豆子等，為一年生豆科蝶形花亚科胡芦巴属的一种植物，其种子是调味料和中药；不僅是一種蔬菜，也是一種藥材。
原产地中海地区，中国在四川、河南、甘肃、安徽等省也有栽培。
胡芦巴为一年生草本植物，株高35至85厘米，全株有香气。茎直立多丛生。三出羽状复叶互生，小叶长卵形或卵状披针形。4月至5月开花，花1-2朵，腋生无梗；蝶形白色花冠（渐变淡黄色），基部微紫色。5月至6月结细长扁圆筒状荚果，直或稍弯曲，前端具长喙，内有棕黄色种子10-20粒，矩圆形。

## 用途

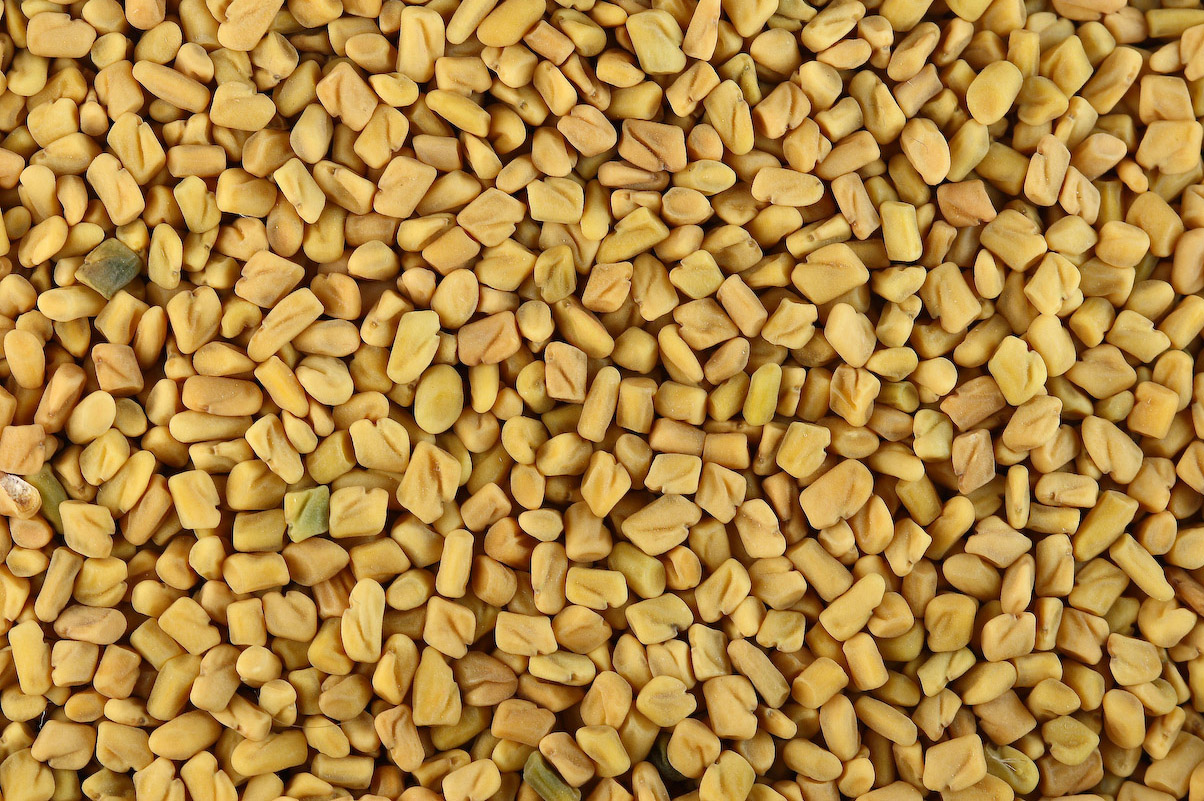
胡芦巴的种子

### 食用
在印度烹饪中，烘烤后磨成粉的胡芦巴种子是一种常见调味料，被用在咖喱和含蔬菜和豆类的菜中。新鲜的胡芦巴叶子也被作为蔬菜来食用。在中国新疆和甘肃，人们通常把香豆子叶子晒干后磨成绿色的粉末，并在做花卷和发面饼时加入用来调色增香。

### 藥用
中医认为胡芦巴种子性味苦温，入肾肝经。用来治疗肾虚、阳痿、脱发，胃寒痛等疾病。也可作為鬆弛劑、腸道潤滑劑和降低發燒的溫度，有助於降低膽固醇和血糖的含量，藉由減少黏液來幫助氣喘及鼻竇炎。含有的适量雌性激素可以促進乳汁分泌，可以增大乳房，對眼睛、發炎和肺病有益。在国外被称为神奇的种子。

## 外部連結
- 胡蘆巴 Huluba （页面存档备份，存于） 藥用植物圖像數據庫 (香港浸會大學中醫藥學院) （中文）（英文）
- 胡蘆巴 中藥材圖像數據庫  (香港浸會大學中醫藥學院) （中文）（英文）

## 延伸阅读
[在维基数据编辑]
 《欽定古今圖書集成·博物彙編·草木典·胡盧巴部》，出自陈梦雷《古今圖書集成》
 《植物名實圖考·胡盧巴》，出自吳其濬《植物名實圖考》